# Bet Jannaj
Bet Jannaj (hebr.: בית ינאי) – moszaw położony w samorządzie regionu Emek Chefer, w Dystrykcie Centralnym, w Izraelu.
Leży na równinie Szaron na wybrzeżu Morza Śródziemnego przy rzece Aleksander, na południe od miasta Hadera, w otoczeniu moszawów Bet Cherut i Kefar Witkin, oraz wioski Chofit.

## Historia
Moszaw został założony w 1933 przez żydowskich imigrantów z Polski i Litwy. Nazwany na cześć Aleksandra Jannaja, króla Judei i arcykapłana z dynastii Hasmoneuszy. W następnych latach w moszawie osiedliło się wielu imigrantów z RPA.
W 1938 na plaży położonej na północ od moszawu wybudowano pomost, do którego 20 czerwca 1948  przypłynął statek „Altalena”. Na jego pokładzie znajdowało się około 1 000 nielegalnych imigrantów z Francji oraz duże ilości broni zakupionej na zachodzie przez żydowską organizację militarną Irgun. Siły Obronne Izraela zezwoliły imigrantom zejść na ląd, lecz od Irgunu zażądały oddania całej broni. Władze izraelskie nie chciały dopuścić, by w żydowskim państwie istniały różne formacje zbrojne i zdecydowanie zwalczały wszystkie grupy, które nie chciały podporządkować się rządowi i wejść w skład regularnej armii. W odpowiedzi członkowie Irgunu zażądali, by przynajmniej 20 % broni pozostała w ich rękach i przepłynęli statkiem do plaży Tel Awiwu. Wówczas na rozkaz premiera Dawida Ben Guriona izraelskie oddziały ostrzelały i zatopiły statek. Zginęło 66 członków Irgunu i 3 żołnierzy izraelskiej armii. Aresztowano także ponad 200 członków Irgunu.

## Edukacja
Na południe od Bet Jannaj znajduje się wiejski ośrodek szkolenia zawodowego Ne'urim młodzieżowej Aliji i Hadassah. W kompleksie znajduje się między innymi ośrodek szkoleniowy sztuk walki Aikido oraz krav maga. Znajdują się tutaj liczne sale sportowe, korty tenisowe, boiska oraz basen pływacki.

## Gospodarka

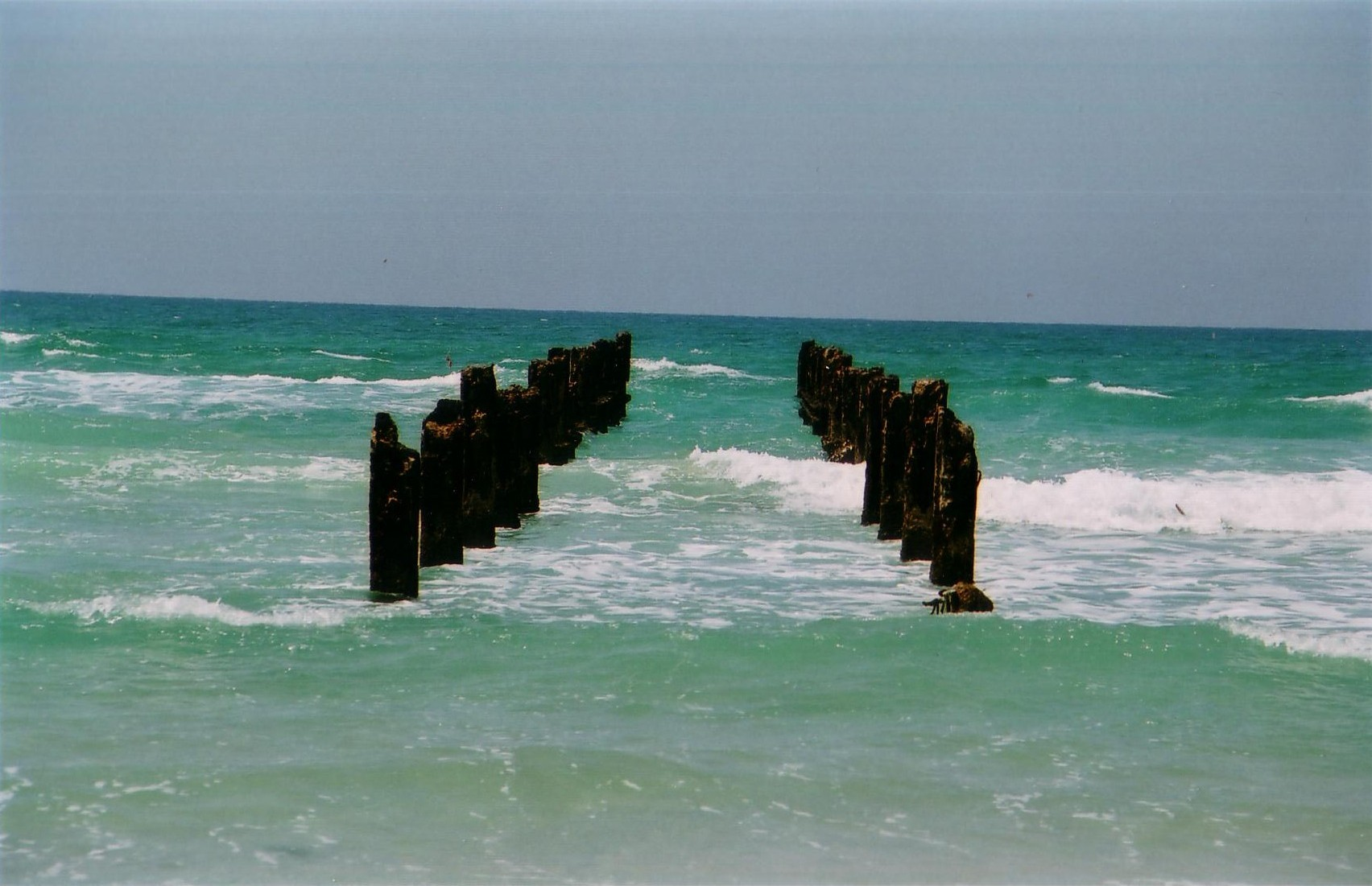
Pozostałości pomostu na plaży Bet Jannaj

Gospodarka moszawu opiera się na rolnictwie i turystyce. Znajduje się tutaj siedziba spółki The Nature Collection, która jest jednym z największych producentów koszulek t-shirt w Izraelu. Wyspecjalizowała się ona w tematyce fauny i flory, dostarczając koszulki dla parków narodowych, ogrodów zoologicznych i innych popularnych turystycznie miejsc Izraela.
Plaża położona na północ od moszawu jest jedną z naturalnych „pereł” Izraela. Plaża o długości 3 km posiada piękny, nieskazitelnie biały piasek. Jest to pierwsza w Izraelu plaża, na której oficjalnie zezwolono uprawiać kitesurfing.

## Komunikacja
Z moszawu wychodzi droga nr 5720 , którą jadąc w kierunku północnym dojeżdża się do węzła drogowego z  autostradą nr 2  (Tel Awiw–Hajfa), a jadąc nią dalej w kierunku wschodnim dojeżdża się do wsi Chofit i moszawu Kefar Witkin.